# Tama wodna (górnictwo)
Tama wodna – w podziemnym zakładzie górniczym tama (budowla) odcinająca przepływ wody w danym wyrobisku lub przepuszczająca tylko jej określoną ilość.
Wśród takich tam wyróżnia się:
- tamy wodoszczelne, oddzielające zalaną (zalewaną) część kopalni od części roboczej; tamy takie buduje się pełne (lite), gdy planowane jest zatopienie otamowanych wyrobisk, lub też z drzwiami, normalnie otwartymi, a zamykanymi w przypadku znacznego dopływu wód lub np. uszkodzenia pomp odwadniających otamowane wyrobisko;
- tamy filtrujące, których zadaniem jest filtrowanie i zatrzymywanie zawiesin niesionych przez wodę, a przepuszczanie wody czystej.